# Саконнакхон
Саконнакхон (тайск. สกลนคร) — город в Таиланде, столица одноимённой провинции.

## История
Город был основан указом короля в 1936 году. Первоначально границы города охватывали площадь в 13 км². Однако позднее в 1990 году в состав города были включены некоторые прилегающие районы и площадь города увеличилась до 54,5 км².

## География
Город расположен в 545 км к северо-востоку от Бангкока в регионе Исан на берегу озера Хан.

## Население
По состоянию на 2015 год население города составляет 53 609 человек. Плотность населения — 983 чел/км². Численность женского населения (50,5 %) незначительно превышает численность мужского (49,5 %).